# Hans de Witte
Hans de Witte, rytíř z Lilienthalu (1583 Antverpy – 11. září 1630 Praha) byl císařský finančník a dvorní bankéř v době třicetileté války.

## Život a činnost
Hans de Witte, rytíř z Lilienthalu, císařem Ferdinandem II. 10. května 1627 povýšený do dědičného českého šlechtického stavu, byl kalvinista původem z Flander a finančník. V roce 1622 získal od císaře Ferdinanda II. mincovní regál, společně s dvorním Židem Jakubem Baševim, Karlem z Lichtenštejna, Albrechtem z Valdštejna a Pavlem Michnou z Vacínova. Toto mincovní konsorcium zavedlo tzv. dlouhou minci, vedoucí de facto ke znehodnocení měny a následné velké inflaci včetně hladomoru, a která naproti tomu její strůjce zpočátku obohatila.
Hans de Witte byl jedním z představitelů spolku kupců v Praze a nájemce mincovního regálu císařské finanční správy. Witte a několik dalších osob ve smlouvě z 18. ledna 1622 přijali celý mincovní systém v Čechách, na Moravě a v Rakousku nad i pod Enží. Během jednoho roku zruinovali vzniklou inflací obyvatelstvo těchto zemí.
Hans de Witte z Lilienthalu, který si půjčil největší sumu peněz, v krátké době opět pozbyl většiny svého bohatství, získaného tímto způsobem. V srpnu 1630 již nebyl schopen poskytovat další půjčky propuštěnému vojevůdci Valdštejnovi a finančně tak podporovat jeho politicko-vojenské podniky a soukromý život. Ten jej nechal bez slitování padnout.
Dne 11. září 1630 se Hans de Witte rozhodl pro sebevraždu skokem do studně za svým domem na Malé Straně v Praze.
Financování válek pomocí pronájmu mincovního regálu některému z dvorních úředníků a následná inflace a znehodnocení měny se všemi důsledky bylo časté i po skončení třicetileté války v roce 1648.